# 直播吧
直播吧是中国的一个在线体育资讯平台，总部位于福建省厦门市，2007年上线。

## 简介
2007年3月1日，直播吧上线，创始人为当时还是厦门大学计算机系二年级学生的林玉峰（网名“追风”）。起初该网站只是提供国内外赛事的直播源链接，并把播放界面嵌入到网页中方便网友观看。网站开通后，很快就受到关注，甚至吸引到谷歌在该站投放广告，据林玉峰称，当时直播吧每月广告收入可达上万美元。2012年，直播吧APP上线。
随着时间发展，直播吧增加了赛事文字直播及相关新闻、资料数据等，2018年又开通了音频直播服务，成为了专业的体育资讯网站。经多年发展，除部分有转播权的赛事外，直播吧已经从放弃了原本在站内提供赛事直播信号的方式，而是改为跳转链接服务，用户点击之后就会跳转到相应赛事的受权转播平台上，避免了版权争议。
随着进一步发展，直播吧也开始涉入赛事持权转播领域。例如，2021年，伴随着周琦等中国篮球运动员加盟东南墨尔本凤凰，直播吧买下了澳洲NBL在中国大陆的版权；2022年，直播吧又宣布获得2021年国际足联世俱杯的版权。